# La secta de los treinta
"La secta de los treinta" es un cuento del escritor argentino Jorge Luis Borges que integra El libro de arena, colección de cuentos y relatos publicada en 1975.
Se trata del quinto cuento de ese volumen. Es, según dice Borges en el Epílogo, la "historia de una herejía posible." Hay quienes lo relacionan con "Tres versiones de Judas", del mismo autor, en su libro Ficciones.

## Argumento
Se trata de la transcripción de un manuscrito del siglo IV, supuestamente custodiado en la Universidad de Leiden, escrito en latín pero sospechado de haber sido traducido del griego.
En él, un escriba anónimo relata las características de un grupo místico que venera por igual a Jesús y a Judas, convencidos de que fueron los dos únicos actores voluntarios de la tragedia de la Cruz.